# Jaroslav Fabinger
Jaroslav Fabinger, křtěný Jaroslav Valerián Jan (14. srpna 1899 Kolín – 6. června 1942 Luby u Klatov) byl český fotograf.

## Život a dílo
Jaroslav Fabinger vystudoval chemii. Věnoval se amatérsky fotografování a již během studií v Praze v roce 1920 vstoupil do Českého klubu fotografů amatérů. Fotografoval zejména akty a portréty, o kterých vydal v roce 1935 knihu. Psal rovněž články o fotografické chemii. Od roku 1937 pracoval v propagaci ve strakonické Zbrojovce. Na začátku heydrichiády byl zatčen Němci a popraven.

### Publikace
- FABINGER, Jaroslav. Portret. Praha: [s.n.], 1935. (Knihovna časopisu Fotografie, sv. 1).